# Реформирование системы публикации научных работ
Реформирование системы публикации научных работ — комплекс мер по преобразованию способов производства и распространению научных журналов в цифровую эпоху. Сторонники реформ утверждают, что современная система публикации исследовательских работ имеет ряд фундаментальных проблем, связанных с коммерциализацией издательской деятельности и использованием формальных метрик для оценки вклада исследователей.
Одна из ключевых проблем — олигополия конгломератов Elsevier, Springer, Wiley и Informa. Они закрывают доступ к научным работам пейволлами и предлагают недоступно дорогие институциональные и индивидуальные подписки. При этом с распространением электронной коммуникации затраты издателей на производство журналов значительно снизились, а маржинальность их бизнеса превышает показатели крупнейших технологических компаний. Однако ни авторы, ни рецензенты по-прежнему не получают гонорары за свой труд. В качестве протеста против растущих цен многие виднейшие университеты и исследовательские организации отказались от институциональных подписок на коммерческие издательства.
Также считается, что принципы, лежащие в основе современной системы публикации академических исследований, ведут к увеличению конкуренции среди учёных и подталкивают к научному мошенничеству и, как следствие, кризису воспроизводимости. Для описания публикационного давления в академической среде часто используют афоризм «публикуйся или умри».
Обсуждения необходимости реформ ведутся с середины 1990-х годов видными учёными и институциями. Главной альтернативой сложившейся системе является «открытие» научного знания через внедрение принципов открытой науки. Под этим понимают распространение журналов открытого доступа, публикацию препринтов. Реформам способствуют и ряд отдельных инициатив, в том числе Public Knowledge Project, HINARI, Initiative for Open Citations, Сан-Францисская декларация об оценке научных исследований.

## Становление системы

### До 1940-х годов

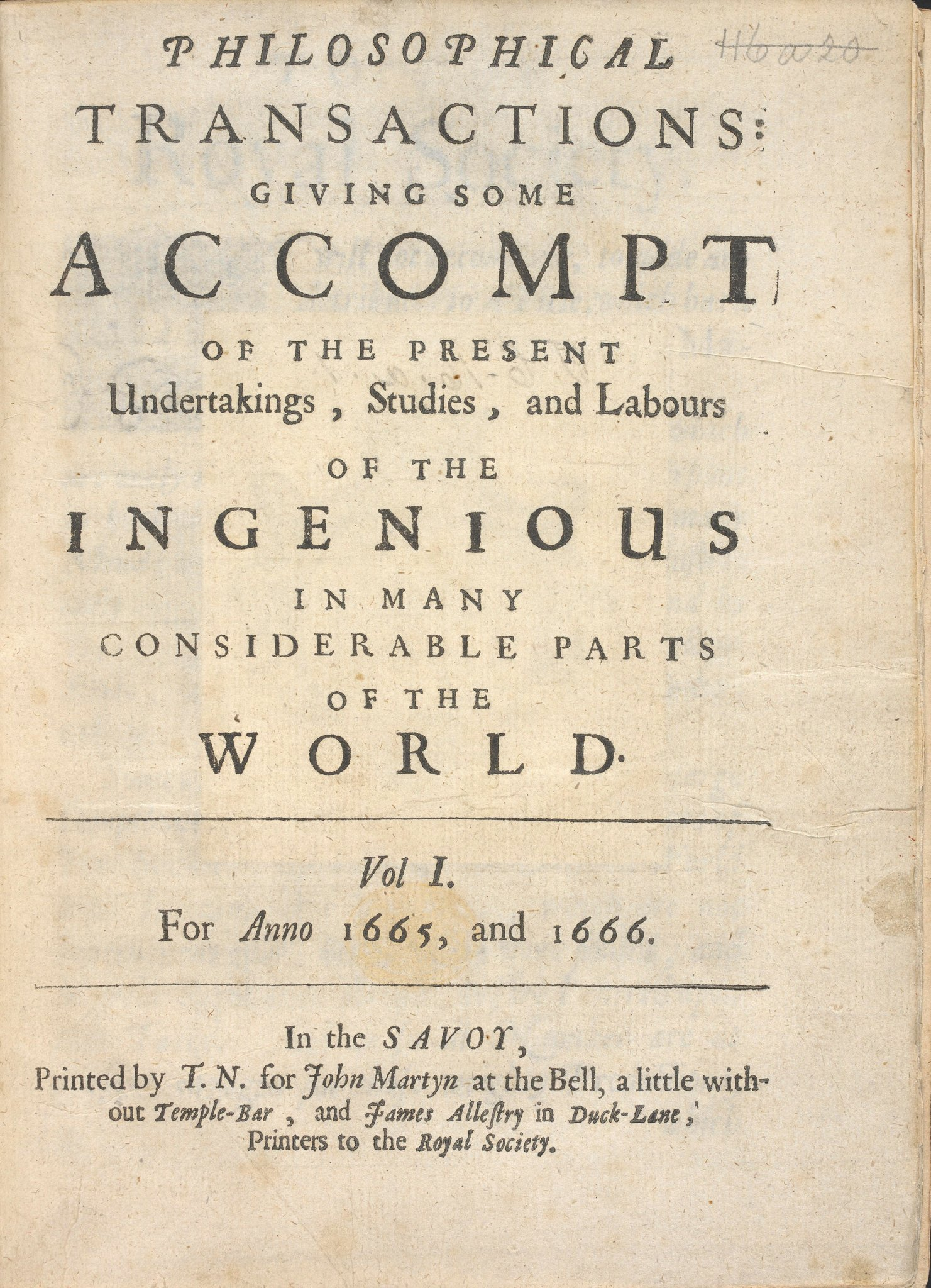
Обложка первого британского научного журнала, «Philosophical Transactions of the Royal Society», 1666 год

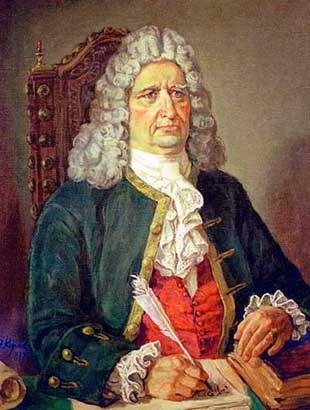
Редактор первого российского научного журнала «Месячные исторические, генеалогические и географические примечания в Ведомостях» Герхард Миллер

Первые академические журналы появились в конце XVII века. В то время наука не считалась профессией, а за проведение экспериментов или совершение открытий не платили. Поэтому научные открытия совершали в основном представители высших слоёв общества или любители-энтузиасты, которые обладали свободными временем и имели безусловный доход (например, так называемые «старые деньги»). В 1660-х годах исследователи, работающие под эгидой Лондонского королевского общества, стали организовывать регулярные встречи по обмену информацией о проводимых ими исследованиях. Позже эту практику позаимствовало большинство академических учреждений по всей Европе, в которых состояли преимущественно мужчины из высшего и среднего классов, живущие в крупных городах. Вскоре по итогам этих встреч учёные начали рассылать друг другу короткие отчёты, чтобы не присутствовавшие лично могли ознакомиться с последними открытиями. С ростом объёма такой переписки возникла потребность в систематизировании печатной продукции. В 1663 году французский историк Франсуа Эд де Мезере предпринял первую попытку издать научный журнал. Мезере даже получил разрешение Людовика XIV, однако проект так и не был реализован.
Господин Мезере, наш историограф, сообщает нам, что одной из главных функций истории, которой он занимается вот уже более 25 лет, является примечание новых открытий в науке и искусстве, знания о которых не менее важны для общества, чем политические и военные новости. Считая важным поставлять читателям не только верную и полезную, но и приятную и развлекательную информацию, он решил напечатать каждую неделю  издание под названием «Литературный журнал».

Полагая, что наука и искусство иллюстрируют мощь государства не хуже, чем оружие, и что французской нации присуще в одинаковой степени мужество и духовность, то мы позволим господину Мезре собирать со всех источников новые открытия, знания, которые появятся в физике, математике, астрономии, медицине, анатомии и хирургии, фармацевтике и химии, в художественном творчестве, архитектуре, мореплавании, сельском хозяйстве, производстве всяких нужных вещей, то есть во всех науках, как гуманитарных, так и технических, а также во всех видах искусства.Из ответа Людовика XIV на запрос историка Эда де Мезере об основании первого научного журнала
В 1666 году вышло сразу два первых научных журнала — Journal des savants («рус. Журнал учёных») во Франции и Philosophical Transactions of the Royal Society («рус. Философские труды Королевского общества») в Великобритании. За ними последовали итальянский Giornale de' Letterati в 1668 году и немецкий Acta eruditorum в 1682-м. Первым научным журналом Российской империи считается «Месячные исторические, генеалогические и географические примечания в Ведомостях», впервые изданные в 1728 году под редакцией историографа Герхарда Мюллера. Изначально в «Примечаниях» разъясняли термины, имена и события, о которых шла речь в «Санкт-Петербургских Ведомостях», однако со временем там стали публиковать всё больше научно-популярных статей и исследований. К концу XVIII века в Европе насчитывали около 500 научных периодических изданий, из которых 304 публиковали в Германии, 53 — во Франции, 34 — в Великобритании. В журналах размещали письма, академическую переписку, обзоры, критику и научные отчёты с целью сообщить о новых научных знаниях и стимулировать дискуссии.
Постепенно в академических кругах публикации в научных журналах стали символом престижа и профессионализма — так авторы устанавливали авторство открытий, делились знаниями, устраивали полемику, а также зарабатывали авторитет среди коллег. К началу XIX века журнальные статьи стали самым популярным способом научной коммуникации, заменив превалирующие до этого монографии
. Также доступ к знаниям стал более инклюзивным — теперь о новых открытиях могли прочитать все те, кто ранее не могли войти в профессиональные научные сообщества по географическому, половому или классовому признаку.
Начиная с конца XVIII века научные журналы издавали во всех европейских странах. Изначально их создавали исключительно профессиональные академические сообщества, однако вскоре стали появляться и независимые издательские дома. Это привело к существенному увеличению исследовательской периодики — если в начале XIX века было зарегистрировано только 100 наименований, то к концу столетия их число возросло до 10 000. Печатный процесс был достаточно дорогостоящим, поскольку для выхода одного номера требовались печатные машины, вовлечение издателей, редакторов, книготорговцев. При этом рынок был настолько мал и неопределён, что среди издателей эта сфера считалась убыточной. Затраты на бумагу, чернила, набор и печать текстов полностью или частично оплачивали сами авторы или меценаты. Это позволяло распространять копии по субсидированной цене или даже бесплатно. В качестве меценатов выступали королевские и аристократические покровители, правительственные ведомства, научные сообщества и университеты. Вплоть до начала XX века лишь немногим издательствам удавалось получать прибыль от научных журналов.

### После второй мировой войны

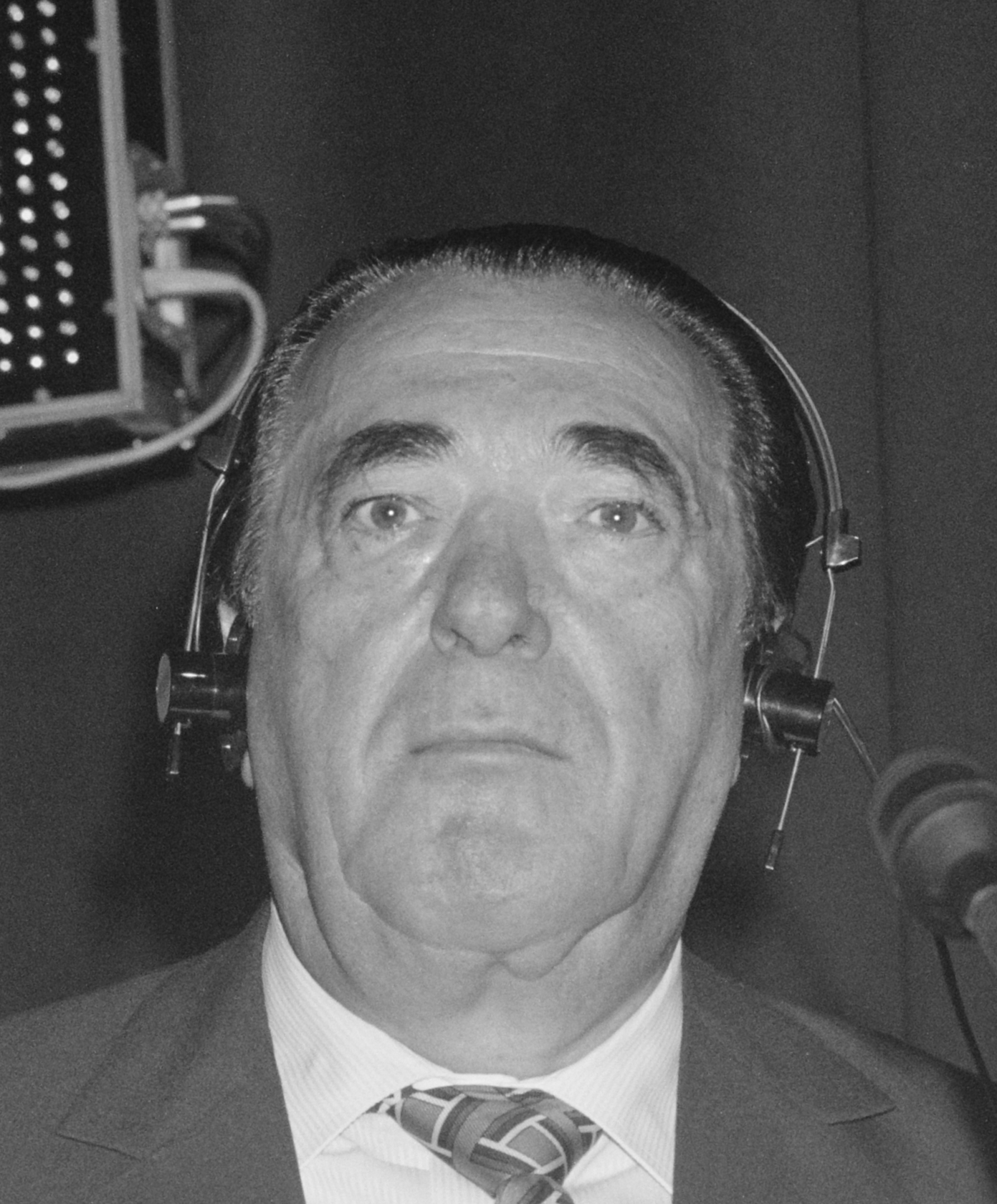
Медиамагнат и один из основателей Pergamon Press Роберт Максвелл, 1989 год

Страны «оси» и их союзники осознали значение науки в победе во Второй мировой войне. Правительства западных стран стали вкладывать значительные суммы в развитие образования, желая увеличить количество поступающих в университеты студентов. Например, в Великобритании доля получающего высшее образование населения увеличилась с 2,7 % в 1938 году до 15 % в 1980-м. Для обучения большего числа студентов университеты были вынуждены значительно расширить свой штат, что привело к экспоненциальному росту числа учёных и финансированию библиотечного сектора. Эти изменения выявили потребность в более развитой системе научной коммуникации и новых способах организации, хранения и доступа к информации.
Исследователи начали всё активнее обмениваться знаниями и экспертизой, ездить на конференции и организовывать совместные мероприятия. Всё это способствовало развитию международного научного сообщества, главным языком которого стал английский. Как следствие, появилась потребность в англоязычных междисциплинарных журналах, которую не могла удовлетворить существующая на тот момент научная периодика — большинство изданий выходили под эгидой исследовательских сообществ при университетах, которые не поспевали за трендами научной культуры. Первопроходцами стали коммерческие научные издательства Pergamon Press и Elsevier. Они основали множество исследовательских журналов по новым дисциплинам, большинство названий которых начинались со слов International Journal of…  (рус. Международный журнал по...). Помимо этого, в отличие от традиционных научных журналов, публикующих заметки и небольшие отчёты об экспериментах, Pergamon Press и Elsevier начали издавать подробные первичные исследования. Публикация в англоязычных международных журналах стала символом особого престижа среди учёных.
К 1970-м годам научно-издательская сфера была полностью коммерциализирована. Так, с 1950 по 1980-й год общее количество научных журналов выросло с 10 до 62 тысяч. При этом небольшие издательства проигрывали в конкуренции более крупным, из-за чего стали формироваться конгломераты, нацеленные сугубо на получение прибыли. Учёные старались публиковаться как можно чаще, чтобы получить общественное признание и престиж, необходимые для получения постоянных позиций при университетах. С 1970-х годов был введён импакт-фактор — численный показатель цитируемости статей, опубликованных в том или ином журнале. Внедрение импакт-фактора для «объективной» оценки научных изданий привело к появлению иерархии в сфере научного издательства, что только увеличило конкуренцию и давление на учёных.
Так сложилась формальная система публикации научных работ — учёные создавали и описывали новые знания, издатели их оценивали и редактировали, а университетские библиотеки отвечали за хранение, организацию и распространение материалов в научном сообществе. В 1980-е годы правительства европейских стран и США стали сокращать финансирование образовательного сектора, и «золотая эра» университетов закончилась. При этом количество научных публикаций продолжало расти. Проведённое в 1991 году фондом Эндрю Меллона исследование показало, что с 1980 по 1990 год производство научных книг увеличилось на 45 %. Отношения между коммерческими издательствами и образовательными учреждениями перестали быть взаимовыгодными — университетским библиотекам не хватало средств на приобретение новых изданий, которых с каждым годом становилось всё больше.
С наступлением информационной эры и массовым переходом к электронной коммуникации в 1990-е годы многие исследователи предсказывали снижение цен на научные публикации и последующий упадок научно-издательского бизнеса. Однако количество публикуемых издательствами работ только увеличилось, что привело к ещё большей зависимости научного сообщества от коммерческой сферы. Издательства стали рассматривать интернет как новую площадку для получения прибыли и, чтобы сохранить дивиденды, начали контролировать права на цифровое копирование и распространение работ. Для этого они ввели систему пейволлов, взимая плату за подписку на электронные журналы так же, как они это делали для бумажных версий. На 2017 год, прочтение одной онлайн-статьи обходилось читателю в среднем в €30-40.

### Современность
Вы потратили месяцы на свой исследовательский проект, анализируя литературу, собирая данные, анализируя, создавая статью. Затем вы потратили сотни часов на её редактирование в соответствии с комментариями ваших коллег, и после пары отказов в одних журналах и нескольких раундов исправлений в другом, она, наконец, была принята к публикации. Исследования – это большая работа, отнимающая у вас много времени. Ничего странного здесь нет – в конце концов, это, по большому счету, то, за что вам платят ваш университет или исследовательский центр. Однако странно то, что в каком-то странном безумии щедрости вы только что подписали соглашение о бесплатной передаче своих имущественных прав издателю. Ни вы, ни ваш работодатель ничего не получите от издателя за всю эту работу. Более того, если вы захотите её прочитать, библиотеке вашего учебного заведения придётся заплатить приличную сумму за подписку на этот журнал. Если вы захотите использовать её повторно, вам придётся вернуть часть прав. Если вы хотите разослать его заинтересованным коллегам, то вы не сможете. Вернее, вы сможете – мы все это всё равно делаем – но это будет считаться незаконным. Вы внесли свой вклад в развитие знаний, что очень благородно, но вы также внесли свой вклад в обогащение издателя. Для примера предположим, что этим издателем является Elsevier. Это разумное предположение: как мировой лидер в области публикации академических журналов, Elsevier издает 92 журнала только в нашей области. Вы помогли Elsevier получить скорректированную операционную прибыль почти в €1 млрд. Независимо от того, что сколько вам платит ваша организация или университет, ваша зарплата точно меньше €2,66 млн в виде зарплаты, льгот и бонусов, которые генеральный директор ReedElsevier Эрик Энгстрем заработал в 2012 году.

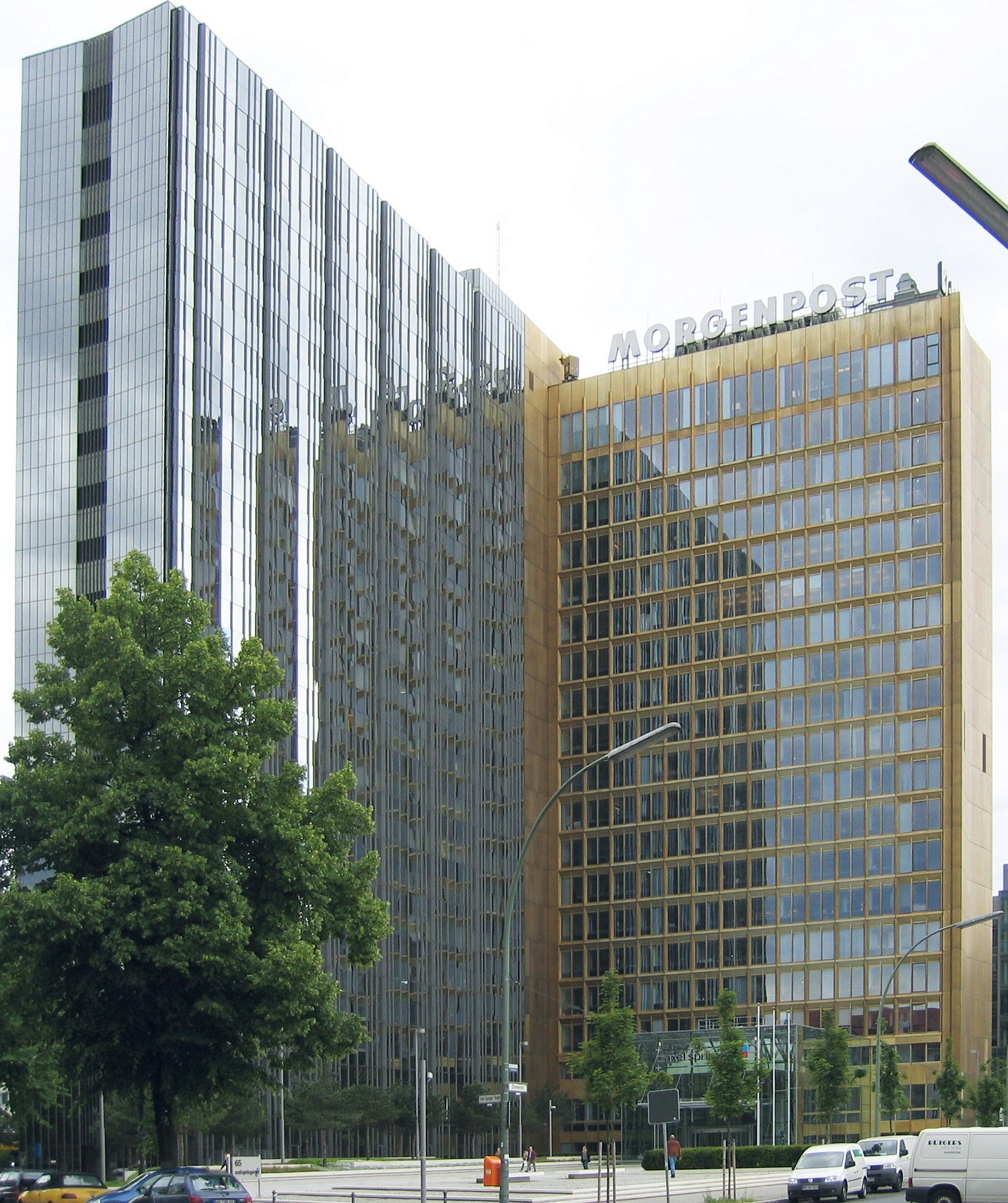
Офис издательства Springer в Берлине, 2005 год

В современной системе публикации научных работ журналы отвечают за стандартизацию оформления исследований и подтверждение их качества. Считается, что опубликованная в рецензируемом журнале статья не имеет серьёзных недочётов. В каждой научной дисциплине имеется ряд специализированных журналов, которые отличаются друг от друга импакт-фактором — чем выше показатель, тем престижней считается журнал, и тем больше исследователей стремятся там опубликоваться.
«Традиционная» модель публикации научной работы состоит из нескольких взаимосвязанных этапов. Сначала один или несколько учёных проводят научный эксперимент или исследование, результаты которого они описывают в статье. После этого текст отправляют на рассмотрение в журнал, редакция которого проводит первоначальный отбор (англ. desk review), основывая свой выбор на степени соответствия темы с фокусом издания. Если статья подходит по формальным критериям, то её отправляют на анонимное рецензирование сразу нескольким независимым учёным, специализирующимся на похожих темах. При этом авторы и рецензенты не получают гонорары. Считается, что их работа уже оплачивается за счёт зарплат в государственных и частных университетах, а также получаемых ими грантов. В среднем рецензентам дают 4-8 недель на комментирование. После получения комментариев, авторы вносят правки и повторно отправляют свои статьи в журнал на утверждение редакторов. В отдельных случаях работы отправляют на дополнительное рецензирование.
С момента подачи в журнал и до выхода статьи в печатной версии может пройти несколько лет. Время ожидания и практики публикации сильно различаются в зависимости от дисциплины, наиболее «медленными» считаются социальные и биологические науки. Отдельные данные свидетельствуют, что в определённых журналах время ожидания публикации с годами увеличивается. Например, среднее время рецензирования с 2006 по 2016 год в Nature увеличилось с 85 до чуть более 150 дней, а в журнале открытого доступа PLOS One — с 37 до 125 дней. После выхода работы издательства продают доступ к ней по системе институциональных и индивидуальных подписок. Первые обычно приобретают университетские библиотеки, а вторые — неаффилированные учёные или энтузиасты. При этом издатели требуют от организаций подписывать соглашения о неразглашении информации о платежах для защиты ценообразования, из-за чего стоимость институциональных подписок зачастую доподлинно неизвестна.
Таким образом коммерческие издательства получают максимальную прибыль от публикации научных работ при минимальных затратах на печать — учёные самостоятельно создают работы, в основном на государственные средства, а впоследствии отдают имущественные права издателям, которые, в свою очередь, выплачивают гонорары только занимающимся вычиткой научным редакторам. Однако основная часть работы — рецензирование — выполняется экспертами на добровольной основе.

## Проблемы

### Олигополия

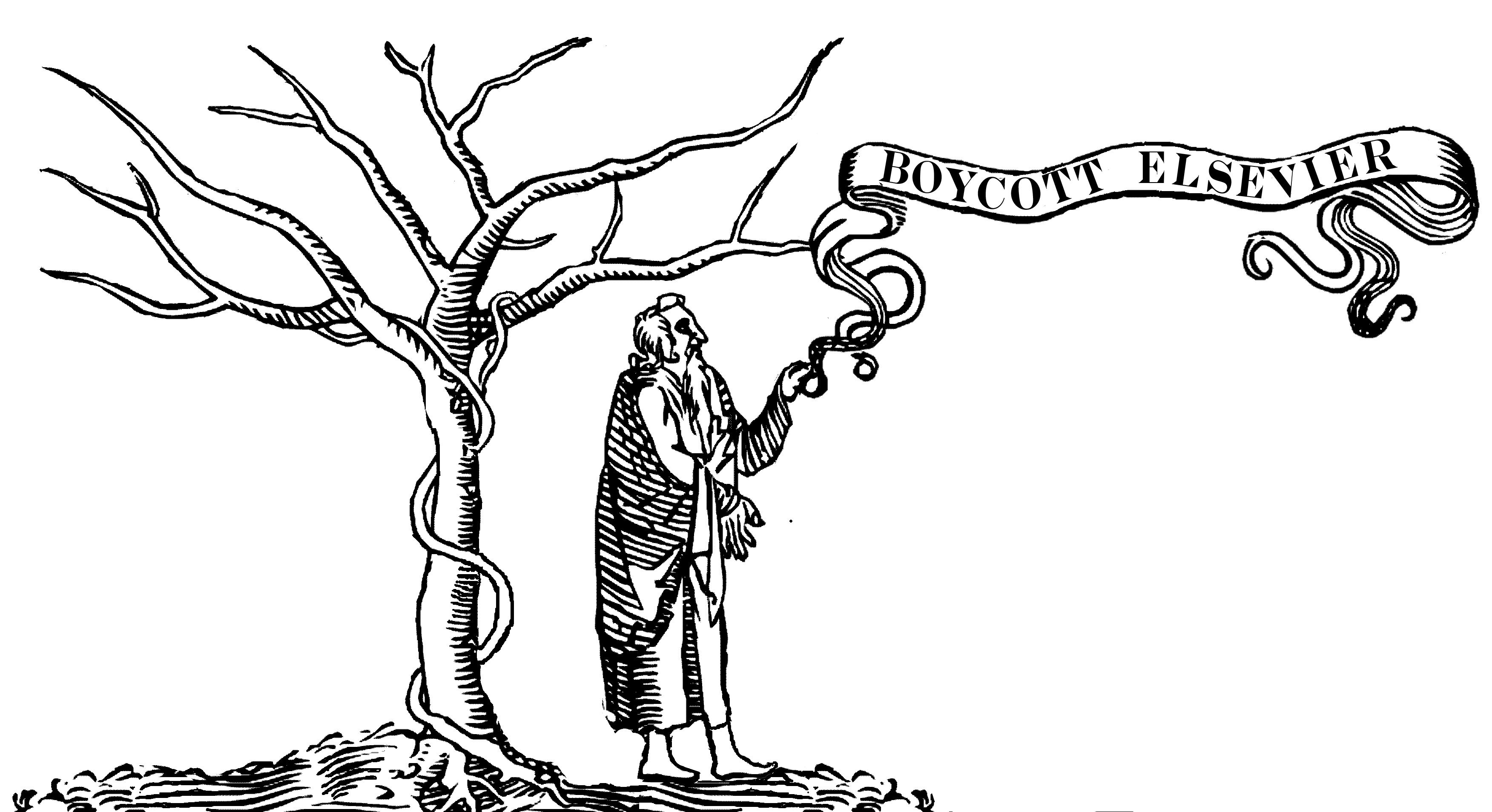
Изображение, призывающее к бойкоту Elsevier. Засыхающее дерево отсылает к логотипу издательства, 2012 год

Коммерциализация сферы научной публикации привела к олигополии научно-издательского рынка — большинство журналов издают конгломераты Elsevier, Springer, Wiley и Informa. Так, на 2017 год в мире насчитывали от 5000 до 10 000 научных издательств, большинство из которых выпускали только один или два журнала. В то же время четыре крупнейших издавали в общей сложности 20 000 — 25 000 научных рецензируемых журналов. Наиболее ярко олигополия проявляется в социальных науках, где на Elsevier, Springer, Wiley и Informa приходится до 70 % всех статей. В естественных науках, где значительную роль по-прежнему играют крупные научные сообщества (например, Американское химическое общество), эти издательства публикуют около 50 % статей. Крупнейшее издательство Elsevier ежегодно выпускает около 500 000 статей в своих более чем 3000 журналах, в число которых входят Cell, Current Biology и The Lancet. На статьи Elsevier приходится около 18 % всей мировой исследовательской продукции.
Коммерческая публикация академических работ является чрезвычайно прибыльным бизнесом — издательства продают университетам и отдельным исследователям подписки на журналы, цена которых неоправданно высока, но неоспорима из-за отсутствия конкуренции. Например, стоимость прочтения одной статьи в интернете (без права на загрузку или печать) составляет 10-40$, а индивидуальная годовая подписка на журнал — приблизительно $200. В 2018 году исследователи подсчитали, что в среднем работающему над диссертацией аспиранту надо тратить около $1000 в неделю на прочтение всех нужных статей. В большинстве случаев эти затраты покрывают институциональные подписки, к которым имеет доступ любой аффилированный студент или научный сотрудник. Однако в некоторых случаях доступ к научной информации получить невозможно — например, если университет располагается в одной из развивающихся стран или если исследователь временно не привязан к образовательному учреждению.
Прибыль научных издательств составляет около 40 %, что часто превышает маржу таких крупных компаний, как Apple, Google или Amazon. В 2010 году Elsevier сообщил о прибыли в размере £724 млн при выручке чуть более £2 млрд. В 2018 году Elsevier получил больше £900 млн. Для сравнения, средняя маржа обычной периодической газеты составляет не более 15 %.
При этом цены на подписки постоянно растут. Только за период с 1986 по 1999 год они увеличились более чем на 200 %, из-за чего ряд университетских библиотек был вынужден от них отказаться. Согласно другим данным, с 1989 года цены на журналы в США ежегодно росли на 7,3 %. С 2016 по 2018 год ежегодные расходы Виргинского университета на журналы Elsevier увеличились на $118 000 — с $1,71 млн до $1,83 млн. При этом работники университета не используют большинство из приобретаемых журналов. Например, в 2018 году университет заплатил Springer Nature $672 000 за почти 4000 изданий, к 1400 из которых никто так и не запросил доступа.

### «Публикуйся или умри»
Для описания высокой конкуренции и публикационного давления на учёных в академической среде часто используют афоризм «публикуйся или умри» (англ. Publish or perish). Получение грантового финансирования или постоянной позиции напрямую зависит от количества публикаций в престижных журналах. Это создаёт дополнительное давление на исследователей, некоторые из которых, несмотря на полную занятость в преподавании, вынуждены постоянно придумывать новые темы для публикации. Для учёных, начавших свою карьеру в 1950-е годы, средний показатель публикаций составлял 1,55 в год, тогда как для исследователей 2000-х — 4,05. Вынужденная публикационная активность приводит к увеличению количества статей и росту числа журналов — с 16 000 в 2001 году до 23 750 в 2006-м. При этом лишь 45 % статей из 4500 ведущих научных журналов цитируются в течение первых 5 лет после публикации. Из них лишь 42 % получает более одного цитирования, при этом 5-25 % являются самоцитированием. Таким образом, большинство научных работ не ценится коллегами и не оказывает влияния на развитие дисциплины. В 2013 году физик Питер Хиггс заявил, что в условиях современной академической культуры он бы скорее всего не смог бы построить свою карьеру, потому что большинство университетов посчитало бы его «недостаточно продуктивным» — учёный выпустил менее 10 работ до того, как в 1964 году опубликовал свою прорывную статью, за которую получил Нобелевскую премию. Хиггс говорил, что «трудно представить, что нынешнем климате у меня было бы достаточно тишины и покоя, чтобы заниматься работой, которую я делал в 1964 году».
Отдельные исследователи предполагают, что фокус на количестве публикаций подталкивает к мошенничеству в науке. Ярким примером является скандал, связанный с нидерландским социальным психологом Дидериком Стапелем. Исследователь был широко известен благодаря своим многочисленным публикациям в крупнейших научных журналах, в том числе в Science. В 2011 году стало известно, что Стапель регулярно использовал фальсифицированные данные, которые легли в основу нескольких десятков его публикаций и 14 из 21 PhD диссертаций, защищённых под его руководством. В тех случаях, когда Стапель действительно использовал оригинальные экспериментальные данные, он подгонял результаты и интерпретацию под свои гипотезы. Проведённый в 2009 году метаанализ опросов исследователей показал, что от 0,3 % до 4,9 % учёных совершали фальсификацию или «подгонку» данных, при этом другие 9,5 % признали, что намеренно изменяли своё исследование каким-либо образом. В среднем ежедневно одна научная статья отзывается из-за неправомерных действий, при этом фальсифицированные работы могут попасть и в ведущие мировые научные журналы — The Lancet, Science и Nature.
Другой проблемой является так называемое «самоцитирование». В идеале авторы должны ссылаться на те публикации, которые представляют наибольшую важность для их работы, независимо от журнала, в котором они были опубликованы. Однако редакторы некоторых изданий настаивают на том, чтобы авторы как можно больше ссылались на статьи из этого журнала, даже если они имеют лишь отдалённое отношение к теме публикации. Такие практики часто встречаются в небольших журналах на местных языках с невысоким импакт-фактором. Анализ 1104 журналов, проиндексированных в выпуске Journal Citation Reports за 2018 год, показал, что все включённые в это исследование журналы имеют уровень самоцитирования более 25 %. Этот показатель практически не влияет на рейтинг журналов с высоким импакт-фактором, однако удаление даже одного самоцитирования в небольших изданиях может значительно снизить их показатели.

### Рецензирование

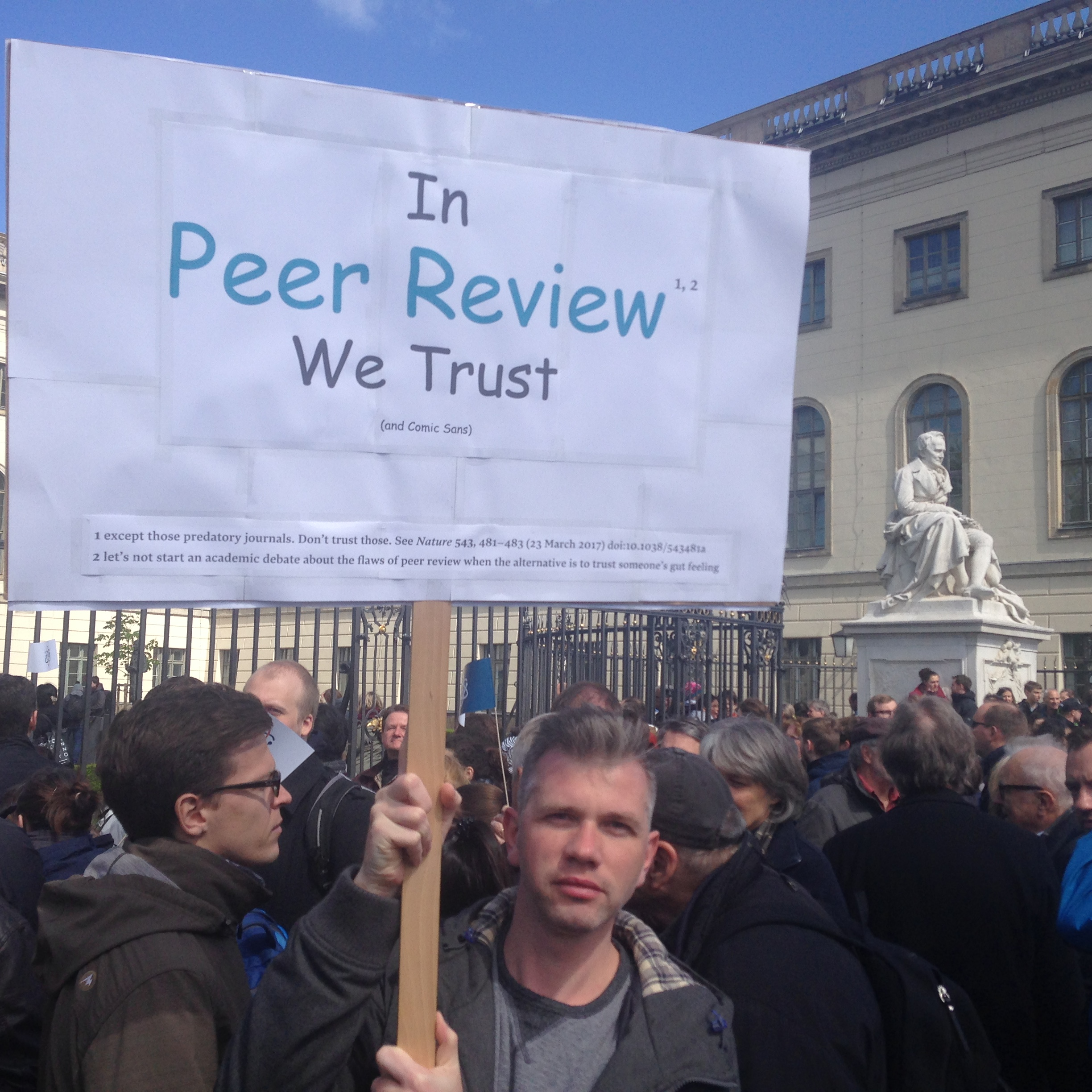
Плакат «Мы доверяем рецензированию» во время митинга за поддержку финансирования исследований глобального изменения климата. Берлин, 2017 год

Большинство журналов ввело систему анонимного рецензирования в 1980-е годы — считалось, что «экспертное одобрение» позволяет «фильтровать» публикуемые материалы. При этом рецензенты не получали вознаграждение за работу, так как подразумевалось, что чтение других публикаций является частью их академических обязанностей, за которые они получают деньги от университета. В 2008 году исследователи оценили затраченное на рецензирование время в £1,9 млрд или почти $3,5 млрд.
В нынешнем виде система рецензирования имеет ряд недостатков. Из-за отсутствия объективных критериев рецензенты часто ошибаются в своей оценке. Этому также способствует то, что рецензентам не оплачивают их работу, а в среднем на рецензию уходит 7-8 часов. Их решения также могут быть обусловлены недостатком экспертизы или имеющимся предубеждением против журнала.
Неэффективность рецензирования подтверждают и ряд экспериментов. Ещё в 1980-е годы два исследователя из Корнеллского университета и университета Северной Дакоты анализировали надёжность и беспристрастность рецензирования. Для этого они отобрали 12 статей, которые были опубликованы двумя-тремя годами ранее в престижных американских журналах по психологии. Затем исследователи изменили имена и университетскую аффилиацию и повторно отправили статьи в те же журналы. Результаты эксперимента показали, что почти 90 % рецензентов, просмотревших повторно отправленные статьи, не рекомендовали их к публикации, в том числе и по причинам «серьёзных методологических недостатков». В другом эксперименте 2018 году учёные Хелен Плакроуз, Джеймс А. Линдсей и Питер Богосян под вымышленными именами за неделю написали 20 статей с шуточными названиями, в каждой из которой выдвигали радикально-скептические теории, критикующие тот или иной «социальный конструкт». Работы были написаны в сатирическом стиле, позволяющем усомниться в их серьёзности. Например, статья «Тематический анализ диалогов за столом» была посвящена причинам, по которым гетеросексуальные мужчины любят есть в Hooters. В результате четыре статьи были опубликованы; три были приняты, но ещё не опубликованы; семь находились на рассмотрении, а шесть — отклонены. Одна из наиболее абсурдных публикаций о том, что секс между собаками в парке необходимо рассматривать в контексте культуры изнасилований, была даже отмечена специальной наградой. В сентябре 2021 года Богосян уволился из университета, обозначив в своём заявлении об отставке многие из существующих проблем современной научной системы.
Рецензирование является достаточно медленным процессом — циклы рецензирования-исправления-повторного рассмотрения для одной рукописи могут длиться от нескольких месяцев до более чем полутора лет. Это тормозит научный прогресс, так как всё это время результаты исследований остаются недоступны другим учёным и общественности. Некоторые издатели, включая Taylor & Francis, предлагают опции «ускоренного» рецензирования — за плату в €6200 средний срок рассмотрения работы уменьшится с 16 до 5 недель.

### Кризис воспроизводимости
Существующая система публикации академических изданий способствует кризису воспроизводимости — невозможности провести описанные в публикациях эксперименты и получить те же самые результаты. Зачастую авторы не хотят или не могут опубликовать неудачные эксперименты или недостаточно репрезентативные данные, поскольку это может негативно повлиять на их карьеру. Чтобы попасть в более престижный журнал учёные также могут намеренно преувеличить результаты исследований или опустить важные детали, дабы конкурирующие исследовательские центры не произвели другое важное открытие в этой области. Редакционная политика многих изданий запрещает публикацию так называемых «повторных» исследований, воспроизводящих уже проведённые эксперименты. Также существует негласное правило, что все публикуемые работы должны содержать
«статистически значимые» результаты. Во многих дисциплинах, включая психологию, психиатрию, фармакологию, экономику и микробиологию, доля статистически значимых результатов очень высока — близка или превышает 90 % при средней статистической мощности (вероятность отклонения нулевой гипотезы) в 40 %. Это показывает наличие существенного смещения в сторону публикации статистически значимых результатов, поскольку в идеале доля значимых результатов должна примерно соответствовать средней статистической мощности дисциплины.
В 2005 году специалист по доказательной медицине Джон Ионнидис опубликовал работу, в которой, на основе построенной математической модели, сделал вывод, что большинство публикуемых исследовательских работ содержат фальсификации и, следовательно, неверны. По мнению Ионнидиса, многие учёные удаляют или не обращают внимания на «неудобные» результаты, чтобы в конечном итоге их гипотеза подтвердилась. Аргумент вызвал множество споров, однако впоследствии был подтверждён рядом крупных мета-исследований в области поведенческих и социальных наук. Так, в 2008 году анализ 100 исследований, опубликованных в трёх ведущих журналах по психологии, показал, что только 39 из них могут быть воспроизведены. В ходе организованного Nature опроса 1576 исследователей в 2017 году более 70 % ответили, что они не смогли воспроизвести эксперименты других учёных. В декабре 2021 года работники Калифорнийского университета выявили, что около половины исследований онкологических заболеваний являются невоспроизводимыми, включая те, которые были опубликованы в таких крупных журналах, как Cell, Science и Nature. При этом невоспроизводимость исследований только повышает их цитируемость — в среднем такую статью цитировали в 153 раза больше, чем «воспроизводимую».

## Бойкоты

### Научная весна

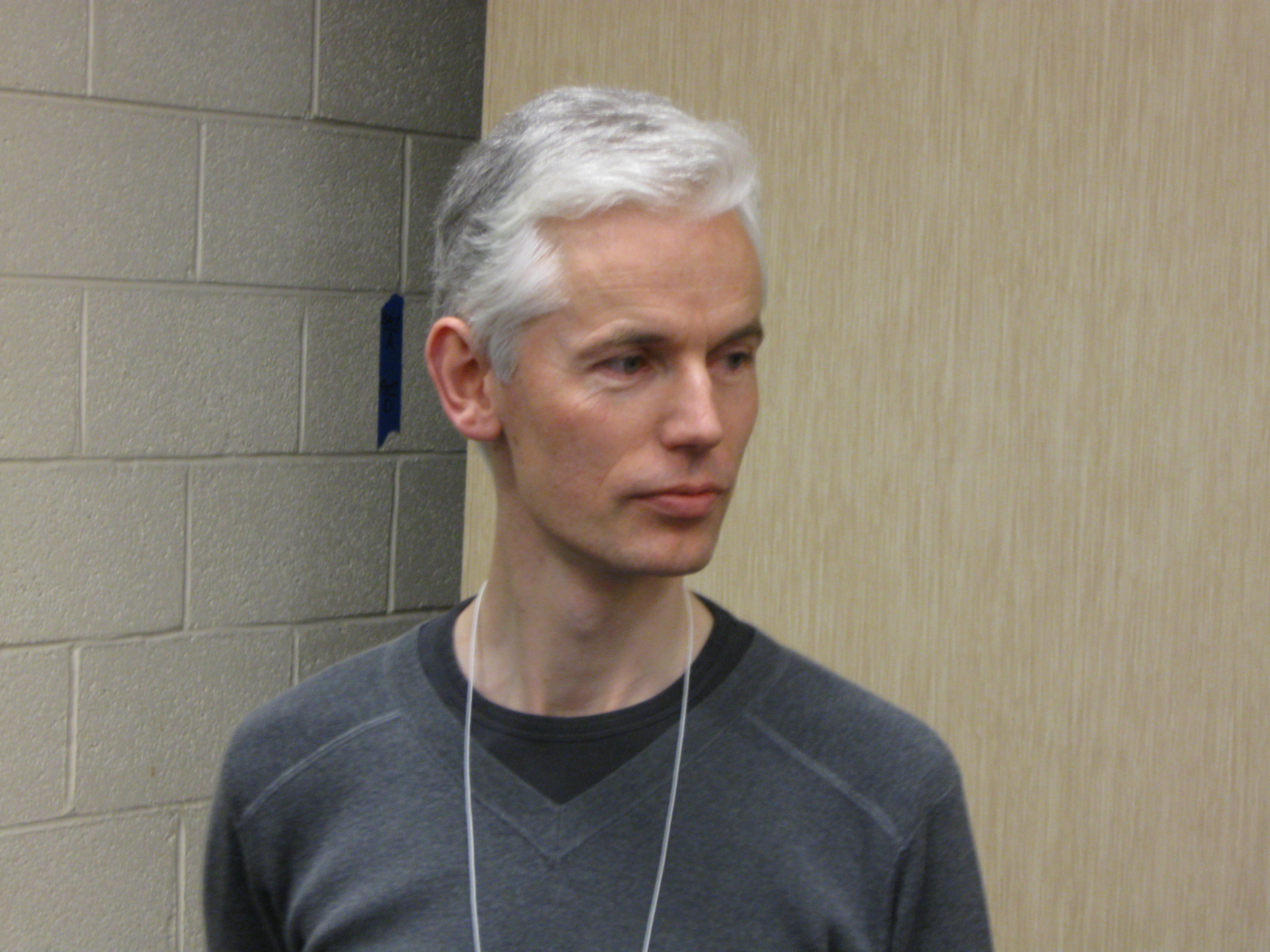
Математик Тимоти Гауэрс в 2009 году

21 января 2012 года ведущий британский математик Тимоти Гауэрс заявил в своём личном блоге, что отказывается отправлять или рецензировать статьи для любого академического журнала, издаваемого Elsevier. Учёный обосновал своё решение всеми недостатками системы публикации научных работ — высокими ценами на подписку, олигополией в научно-издательской сфере, отсутствием регулирования рынка, лоббизмом Elsevier законодательных актов США, препятствующих свободному распространению информации. В числе последних — американские антипиратские законы Stop Online Piracy Act и PROTECT IP Act. Тысячи людей отреагировали на пост Гауэрса, в этот же день один из его читателей создал The Cost of Knowledge (рус. Цена знания) — сайт для сбора подписей под петицией, призывающей к бойкоту Elsevier. За первые четыре дня её поддержали более 9000 человек. На начало 2022 года петицию подписали 19 926 человек.
Запуск The Cost of Knowledge инициировал обсуждения о необходимости реформирования системы научной публикации. Первую половину 2012 года стали называть «Академической весной» (по аналогии с Арабской весной) из-за возможности революционных изменений в распространении знаний. Бойкот поддержал крупнейший неправительственный спонсор медицинских исследований Wellcome Trust, который сделал обязательным для спонсируемых им авторов публикацию в журнале открытого доступа ELife. В апреле Гарвардский университет призвал своих сотрудников выкладывать свои исследования в открытый доступ и отказаться от публикаций в журналах с пейволлом. Библиотека университета отправила открытое письмо 2100 преподавателям и научным сотрудникам о том, что университет больше не может продлевать институциональные подписки крупных издательств из-за их постоянного повышения цен — счета Гарварда превышали $3,5 млн, при этом цены с 2006 по 2012 год повысились более чем на 145 %.
В 2012 году сторонники движения за открытый доступ, включая учёных Майкла Кэрролла, Хизер Джозеф, Майка Росснера, инициировали кампанию по проведению реформ в сфере научного издательства. В мае этого же года они запустили петицию к президенту США Бараку Обаме, требуя выкладывать исследования, финансируемые налогоплательщиками, в открытый доступ. Петиция набрала 25 000 подписей за две недели. Администрация Обамы пообещала ответить на петиции, которые преодолеют этот порог, поэтому вопрос о доступе к исследованиям должны были обсуждать в Белом доме. По итогам кампании в 2013 году на рассмотрение в Конгресс США был внесён законопроект Fair Access to Science and Technology Research Act, требующий публичного обнародования всех финансируемых налогоплательщиками исследований. В 2017 году он прошёл голосование в Конгрессе, однако по итогам обсуждений не был одобрен Палатой представителей.
«Академическая весна» инициировала множество дискуссий о проблемах в научно-академической сфереи необходимости реформ в ней. Уже спустя год после начала бойкота Гауэрса разговоры о реформах начали постепенно стихать, однако существенные изменения всё же произошли. Так, в 2015 году вся редакция входящего в Elsevier журнала Lingua — в знак протеста против высокой стоимости подписки на журнал и отказа Elsevier сделать его открытым — подала в отставку и основала новое издание открытого доступа под названием Glossa. В 2019 году аналогичный шаг сделал редакторский совет принадлежащего Elsevier журнала Journal of Informetrics. Они объяснили свой уход тем, что научные журналы должны быть в открытом доступе и принадлежать исследовательскому сообществу, а не коммерческим издателям. Вместо этого редакторы основали журнал ОД Quantative Science Studies. Одним из наиболее значимых последствий «академической весны» стало то, что многие университеты стали заявлять о неподъёмно высоких ценах на подписки. С 2016 года более 200 университетов и исследовательских центров по всей Германии объявили об отмене подписок на Elsevier в рамках инициативы Project DEAL, требующей от коммерческих издательств предоставления национальной лицензии и открытого доступа ко всем исследованиям, публикуемым немецкими исследователями. В число поддержавших Project DEAL институций вошли Общество Макса Планка, Свободный университет Берлина, Берлинский университет имени Гумбольдта, Берлинский технический университет, Шарите. В 2019 году Калифорнийский университет отменил подписку на Elsevier, после чего акции компании упали на 7 %. В 2021 году от подписок на Elsevier или Springer отказались 13 образовательных учреждений, включая такие крупные организации, как Миссурийский и Виргинский университеты.

### Бойкот Шекмана

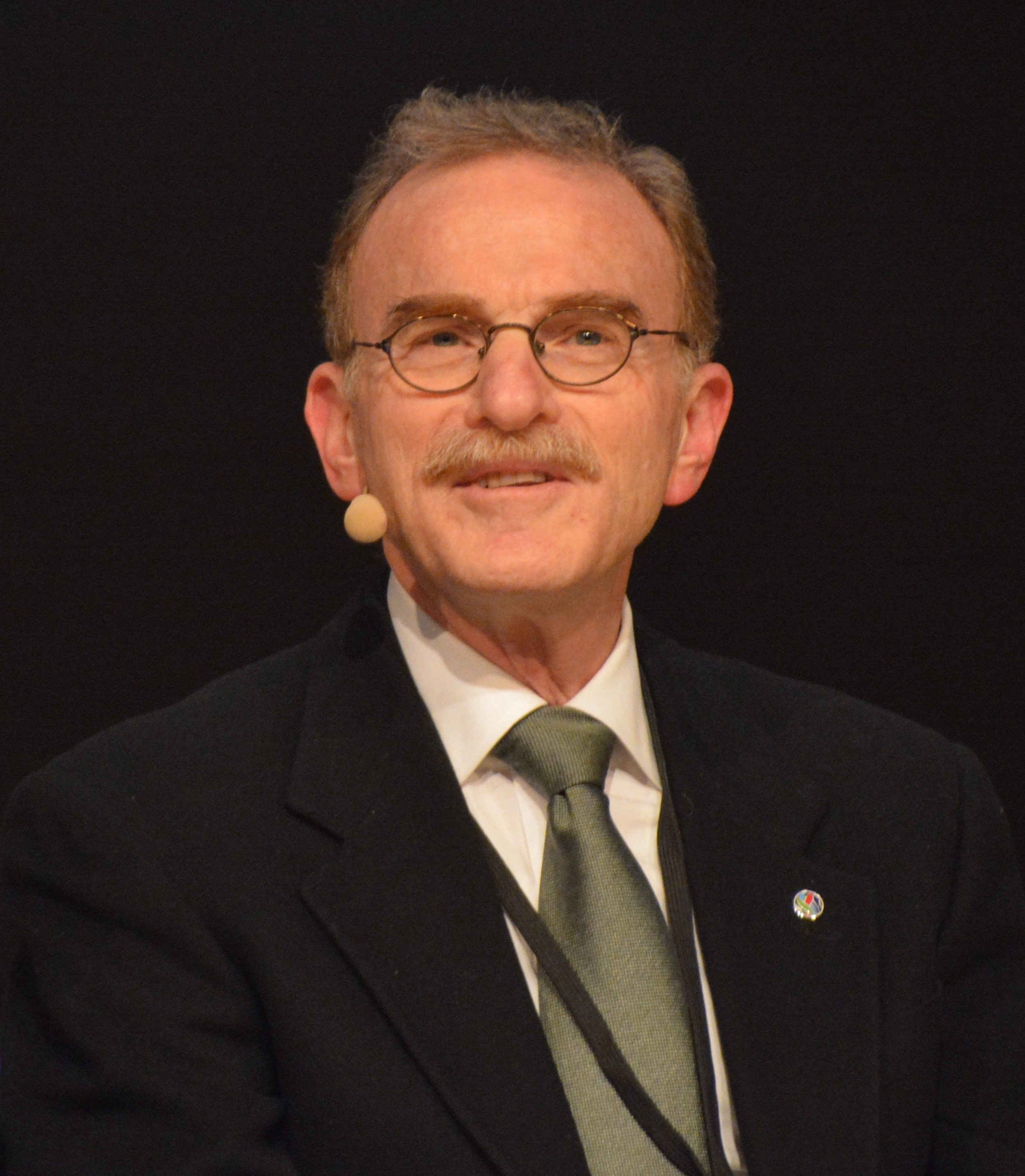
Рэнди Шекман в 2015 году

В декабре 2013 года американский цитолог Рэнди Шекман, получивший Нобелевскую премию по физиологии или медицине, заявил, что его лаборатория больше не будет отправлять исследовательские работы в ведущие журналы, включая Nature, Cell, Science. Согласно Шекману, давление на учёных, связанное с необходимостью публиковаться в «ведущих» журналах негативно влияет на научную работу — учёным приходится заниматься трендовыми областями науки, вместо того, чтобы фокусироваться на более важной работе. Шекман раскритиковал Nature, Cell и Science за искусственное ограничение количества принимаемых к публикации статей. Взамен Шекман предложил альтернативу — онлайн-журналы открытого доступа, доступные для широкой аудитории.
Эти роскошные журналы должны быть олицетворением качества и публиковать только лучшие исследования. [...] Но репутация крупных журналов оправдана лишь отчасти. Хотя они публикуют много выдающихся статей, они не публикуют только выдающиеся статьи. И они не единственные издатели выдающихся исследований.

Эти журналы агрессивно курируют свои бренды таким образом, чтобы больше способствовать продаже подписок, чем стимулированию наиболее важных исследований. Подобно модельерам, которые создают сумки или костюмы ограниченным тиражом, они знают, что дефицит увеличивает спрос, поэтому искусственно ограничивают количество документов, которые они принимают. Затем эксклюзивные бренды продаются с уловкой, называемой «импакт-фактором» — баллом для каждого журнала, измеряющим количество цитирований его статей в ходе последующих исследований. Согласно теории, лучшие статьи цитируются чаще, поэтому лучшие журналы получают более высокие баллы. Тем не менее, это глубоко ошибочная мера, реализация которой стала самоцелью - и наносит такой же вред науке, как и культура бонусов для банковского дела.Нобелевский лауреат Рэнди Шекман
Редакторы Nature, Life и Cell отрицали обвинения Шекмана и настаивали, что журналы принимают статьи к публикации исключительно на основании принципов научности и качества.

### Открытое письмо Ассоциации университетов Европы
В мае 2021 года 880 европейских университетов и исследовательских организаций, членов Ассоциации университетов Европы, Science Europe и CESAER подписали общее заявление, в котором призвали коммерческих издателей разрешить размещение в репозиториях открытого доступа тех рукописей, которые уже были приняты к публикации. Открытое письмо выступает против «эмбарго» — периода после публикации, во время которого авторам запрещено размещать копии своих работ в репозиториях открытого доступа. Длительность «эмбарго» прописывается издателями в контрактах. В совместном заявлении университеты выразили озабоченность по поводу «неясной и непрозрачной коммуникации и практики» некоторых издателей и призвали к модернизации «устаревшей» системы.

## Альтернативы

### Открытая наука
В 1990-е годы зародилось движение за открытую науку, в основу которого легла борьба за устранение любых барьеров на пути распространения знания. Сторонники открытой науки выступают против коммерциализации сферы научной публикации и в качестве альтернативы предлагают внедрение открытого доступа, открытых данных, открытого программного обеспечения, открытой кооперации между учёными, открытого процесса рецензирования. В 2002—2003 годах было принято сразу несколько деклараций, определяющих основные принципы открытой науки, в том числе Будапештская инициатива открытого доступа, Бетесдское заявление об открытом доступе к публикациям, Берлинская декларация об открытом доступе к знаниям в области естественных и гуманитарных наук. Впоследствии появились институты и аналитические центры, работа которых была направлена на развитие и становление принципов открытой науки. В их число вошли Ronin Institute, Центр открытой науки, openscienceASAP, Институт открытых данных в Великобритании, Patient-Centered Outcomes Research Institute, а также Фонд Лауры и Джона Арнольдов. Принципы открытой науки внедряют на национальных уровнях, включая концепции развития Европейского союза. Так, 8-я рамочная программа по развитию научных исследований и технологий или «Горизонт 2020» обязует публиковать все финансируемые Европейским союзом исследования в открытом доступе.
Журналы открытого доступа
Создание журналов открытого доступа является одной из стратегий, обозначенной в Будапештской инициативе 2002 года. Журналы ОД отбирают работы по принципу обоснованности, а не новизны и интересности. Такие издания выпускают в электронном виде, чтобы избежать затрат на производство печатной продукции. При этом с читателей взимается единовременный взнос за публикацию, чтобы покрыть затраты на редактирование. В большинстве случаев его оплачивают организации, финансирующие исследование. При этом журналы ОД включены в индексные и реферативные системы.
Первые издания такого рода, Public Library of Science (PLoS) и BioMed Central, появились в начале 2000-х годов. Многие журналы последовали этой схеме, и уже к 2011 году из 1825 зарегистрированных в Directory of Open Access Journals около 26 % применяли модель платы за публикацию статьи. В их число вошли BMJ Open, SAGE Open, AIP Advances. По состоянию на 2021-й, BioMed Central выпускал более 250 научных журналов, PLoS — восемь, включая PLOS One, в котором содержатся оригинальные исследования во всех научных дисциплинах, и специализированные PLOS Biology, PLOS Medicine, PLOS Computational Biology, PLOS Genetics, PLOS Neglected Tropical Diseases, PLOS Pathogens и PLOS Currents. Это привело к созданию сети журналов и репозиториев с относительно низким уровнем отказа в публикации, однако содержащим качественные рецензированные работы.
«Открытые» статьи и книги цитируют гораздо чаще. Так, исследование 2008 года показало, что за первые шесть месяцев после публикации работы в открытом доступе скачивали на 89 % чаще, чем статьи, доступные по институциональным подпискам.

### Препринты
Благодаря распространению открытой науки появились и новые форматы публикации академических работ — препринты. Это версии исследовательских работ, размещённые авторами в открытом доступе до или после публикации в рецензируемом научном журнале. Под препринтами понимают как черновой вариант научного текста (статья, доклад на конференции, рецензия), описание и отчёты об экспериментах, так и базы данных. В большинстве случаев авторы размещают препринты в специализированных онлайн-архивах или электронных репозиториях.
В 1991 году физик Пол Гинспарг создал первый онлайн-архив препринтов arXiv.org, впоследствии получивший широкое распространение. На январь 2022 года коллекция портала насчитывала более 2 млн публикаций. Другими крупными репозиториями являются SSRN, PubMed Central, bioRxiv, SocArXiv. Коммерческие издательства также создают собственные сервера препринтов, чтобы иметь возможность контролировать новую сферу открытого доступа и следовать прогрессу в этой области. Например, в 2018 году Springer Nature запустил платформу для препринтов Research Square, которая вскоре стала одним из самых быстрорастущих репозиториев — по состоянию на май 2020 года там было размещено более 20 000 работ. Wiley также внедрил систему Under Review, через которую авторы могут размещать рукопись в качестве препринтов во время прохождения этапа рецензирования, а Elsevier публикует препринты на SSRN, которую издательство приобрело в 2016-м. Другое крупное издательство Taylor & Francis приобрело в январе 2020 года платформу F1000 Research, обеспечивающую процесс коллективного рецензирования работ — после отправки автором рукописи и модерации администраторами, статьи становятся доступными для публичных рецензий, по мере подачи которых у автора есть возможность отредактировать статью.

### Научное пиратство

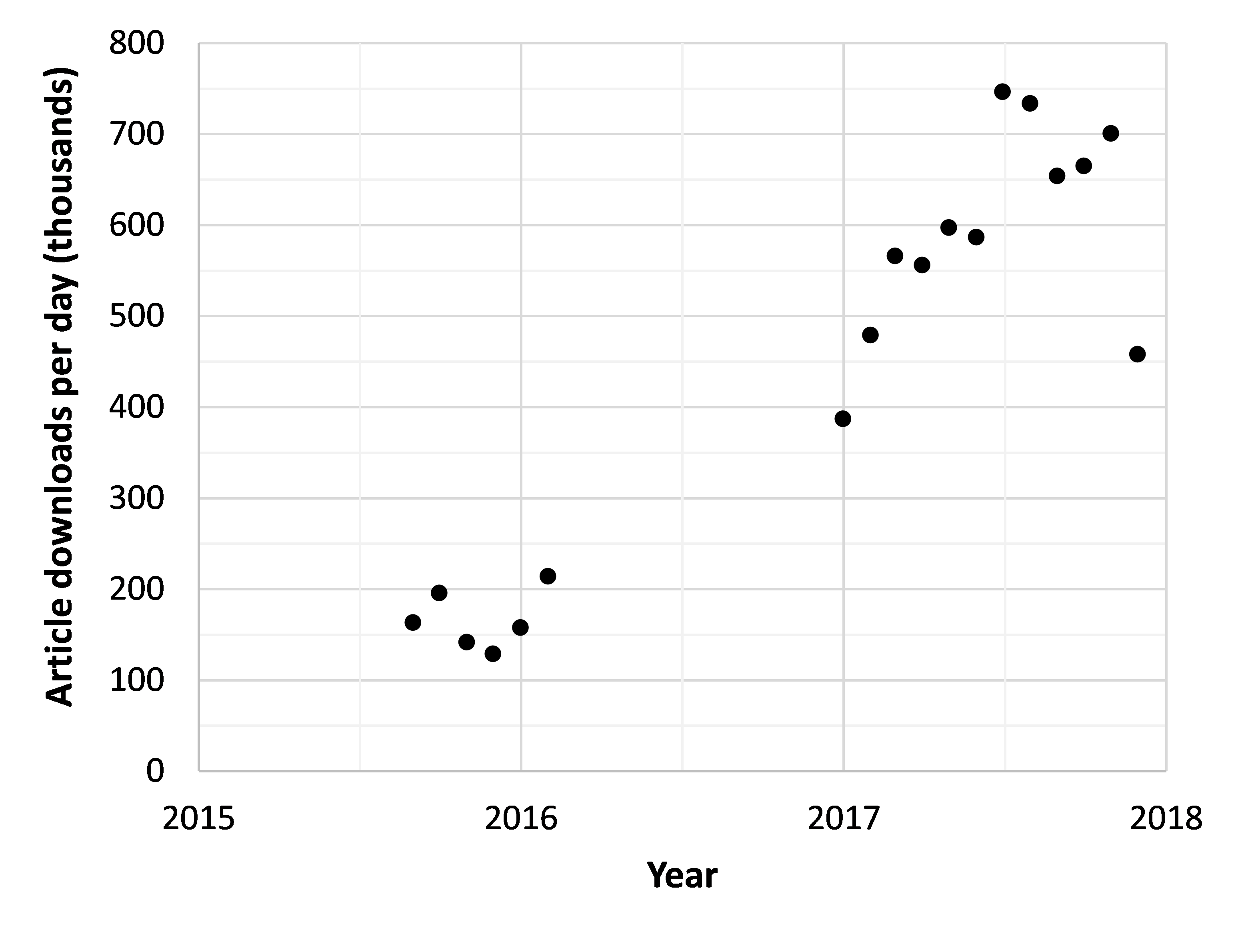
График количества скачиваемых со Sci-Hub статей, 2015—2019 годы

Наиболее радикальным методом борьбы с существующими недостатками научно-издательской системы является «научное пиратство» — нарушение авторских прав издателя на академическую литературу путём предоставления к ней всеобщего бесплатного доступа. Сторонники этого подхода пользуются специальными сервисами и платформами, позволяющими нелегально скачивать статьи и книги издательств.
Популярность научно-пиратских сайтов значительно выросла с 2014—2015 годов. Распространением научной литературы в обход авторских прав занимаются и пользователи академических социальных сетей, включая ResearchGate и Academia.edu. При этом зачастую для учёных проще самостоятельно загрузить туда pdf-варианты своей работы, чем переформатировать материал для размещения статей в специализированных репозиториях. Читателям также легче воспользоваться подобными порталами, поскольку они предоставляют систематизированную информацию об изданиях и позволяют моментальное скачивание.
Крупнейшим и наиболее популярным порталом стал созданный в 2012 году Александрой Элбакян сайт Sci-Hub. Он первым предоставил автоматический и бесплатный доступ к полным текстам научных работ для всех желающих. В основе Sci-Hub лежит автоматизированный скрипт, который самостоятельно скачивает научные статьи напрямую с сайтов издательств. Чтобы получить доступ к нужному материалу, пользователю достаточно скопировать ссылку на необходимую статью, и Sci-Hub скачает её и предоставит доступ. На начало января 2022 года каталог сайта насчитывал более чем 88 млн работ; только за 2017 год портал обеспечил около 200 млн загрузок. Проведённые исследования показывают, что скачанные через Sci-Hub статьи цитируются в 1,72 раза чаще. К другим крупным теневым библиотекам относят Library Genesis, Z-Library, а также Library.nu.

### Проекты

#### Public Knowledge Project
Public Knowledge Project (PKP) — это инициатива, направленная на разработку бесплатного программного обеспечения с открытым исходным кодом для создания, представления и обмена научным контентом. Проект был запущен в Университете Британской Колумбии в 1998 году под руководством преподавателя педагогического факультета Джона Уилински. Исследователь поставил цель расширить доступ к «закрытым» научным публикациям и создать систему производства научного знания, при которой с читателей не будет взиматься плата. Public Knowledge Project стал одной из первых инициатив открытого доступа. В 2005 году Уилински вступил в партнёрство с библиотекой Университета Саймона Фрейзера.
Одним из главных достижений проекта стала разработка бесплатной системы управления журнальными публикациями с открытым исходным кодом — Open Journal Systems (OJS). OJS позволяют создать рецензируемые электронные журналы ОД и организовать процесс приёма, рецензирования и каталогизирования статей. OJS обеспечил необходимую технологическую инфраструктуру для многих журналов, совершающих переход от печатной к цифровой форме, а также стал основой для новых журналов, изначально издаваемых в электронном формате. Также PKP запустил Open Conference Systems (для управления конференциями), Open Monograph Press (для управления публикацией книг) и Open Harvester Systems (для сбора метаданных). При поддержке проекта Public Knowledge Project ведется работа по созданию сервера препринтов стран Латинской Америки под названием SciELO Preprints.

#### HINARI
В 2002 году Всемирная организация здравоохранения совместно с шестью крупными коммерческими издательствами запустила проект по предоставлению доступа к основным журналам по биомедицине и смежным наукам для местных некоммерческих организаций развивающихся стран. HINARI делит все государства на несколько категорий. Первая включает страны с низким уровнем дохода и ВВП на душу населения от $0 до $1600. Эти страны получают полный доступ к публикациям. Во вторую категорию попадают страны с ВВП на душу населения в размере $1600-4700, за полный доступ к биомедицинским журналам они должны ежегодно платить около $1000. При этом издательства имеют право на защиту собственных коммерческих интересов и могут отказаться предлагать свои журналы странам, где у них есть значительные продажи или местные торговые агенты. Например, Китай, Египет, Индия и Индонезия были исключены из программы из-за их коммерческого потенциала. Другие страны были исключены на некоторое время, включая Иран, Пакистан, Филиппины, ЮАР и Таиланд. На 2022 год проект предоставил доступ к более чем 8500 журналам и 7000 электронных книг для различных здравоохранительных учреждений в более чем 100 странах.
.

#### Initiative for Open Citations
В 2017 году Фонд Викимедиа, Public Library of Science и ряд других исследовательских организаций объявили о создании Initiative for Open Citations (IOC) (рус. Инициатива открытого цитирования). Это проект по созданию репозитория данных открытого цитирования. До создания IOC информация о цитированиях находилась под строгими ограничениями авторского права. Отслеживать записи о цитировании и измерять влияние той или иной статьи или научной идеи могли только те исследователи, которые были подписаны на две проприетарные базы данных, Web of Science и Scopus. При этом «след цитирований» представляет особую важность в научном мире, так как показывает, как учёные узнают о работе друг друга и как распространяется знание. При создании IOC к инициативе присоединились 66 организаций, в том числе 29 издателей и 33 заинтересованные стороны, включая Wellcome Trust и Фонд Билла и Мелинды Гейтс. Уже спустя несколько месяцев после запуска IOC открыла более половины из почти миллиарда ссылок на журнальные статьи, депонированные в Crossref. Для сравнения, до запуска инициативы, открытые данные составляли только 1 %.

#### Сан-Францисская декларация об оценке научных исследований
В 2012 году в Сан-Франциско была подписана Сан-Францисская декларация об оценке научных исследований (DORA), создание которой инициировало Американское общество клеточной биологии. Издательство было обеспокоено одержимостью научного сообщества импакт-фактором, который они считали глубоко ошибочной мерой научной ценности, непропорционально влияющей на сферу производства научных знаний.
Декларация призвала изменить способы оценки качества результатов исследований и выпустила ряд соответствующих рекомендаций для финансирующих и наукометрических организаций, журналов и научных учреждений. Рекомендации предлагают прекратить использование любых показателей, основанных на журнальных метриках (включая импакт-фактор) для оценки выдачи финансирования и продвижения исследователей по карьерной лестнице. Декларация также призвала использовать возможности онлайн-публикаций.
DORA предлагает внедрение более широкого подхода к оценке научного вклада. Например, учитывать, помимо публикаций, вклад в преподавание и в развитие общественных инициатив. Для иллюстрации солидарности с принципами DORA издания Американского общества микробиологии, eLife и PLOS перестали использовать импакт-фактор для продвижения. При этом многие журналы, включая Molecular Biology of the Cell, Science, PLoS, eLife, а также все журналы Американского общества микробиологии убрали отображение импакт-фактора на своих веб-сайтах.

## Перспектива издателей
Коммерческие издательства продолжают настаивать на том, что публикация научных работ стоит больших денег и все расходы должны покрываться за счёт политики здорового ценообразования. Их главный аргумент состоит в том, что организация процесса рецензирования и печать продукции — дорогостоящий процесс, поэтому даже если при ценообразовании не учитывать прибыль, то стоимость подписок существенно не изменится.
При этом многие коммерческие издательства адаптировались к требованиям движения за открытый доступ и стали создавать так называемые «гибридные» журналы, в которых часть статей находятся в ОД, а часть по-прежнему спрятана за пейволлом. При публикации статьи авторы самостоятельно выбирают режим публикации. Если они хотят разместить работу в открытом доступе, то они должны внести соответствующий взнос. Стоимость платы за публикацию статьи обычно превышает $1500, а для наиболее престижных изданий она составляет более $5000. Такая модель позволяет издательствам получать доходы с авторов, а не с читателей.